# Ral·la
Ral·la (en llatí Ralla) era el nomen d'una família d'origen plebeu de la gens Màrcia.
Alguns personatges de la família van ser:
- Marc Marci Ral·la, pretor urbà el 204 aC
- Quint Marci Ral·la, magistrat romà.[2]